# Domaine de Nihonmatsu

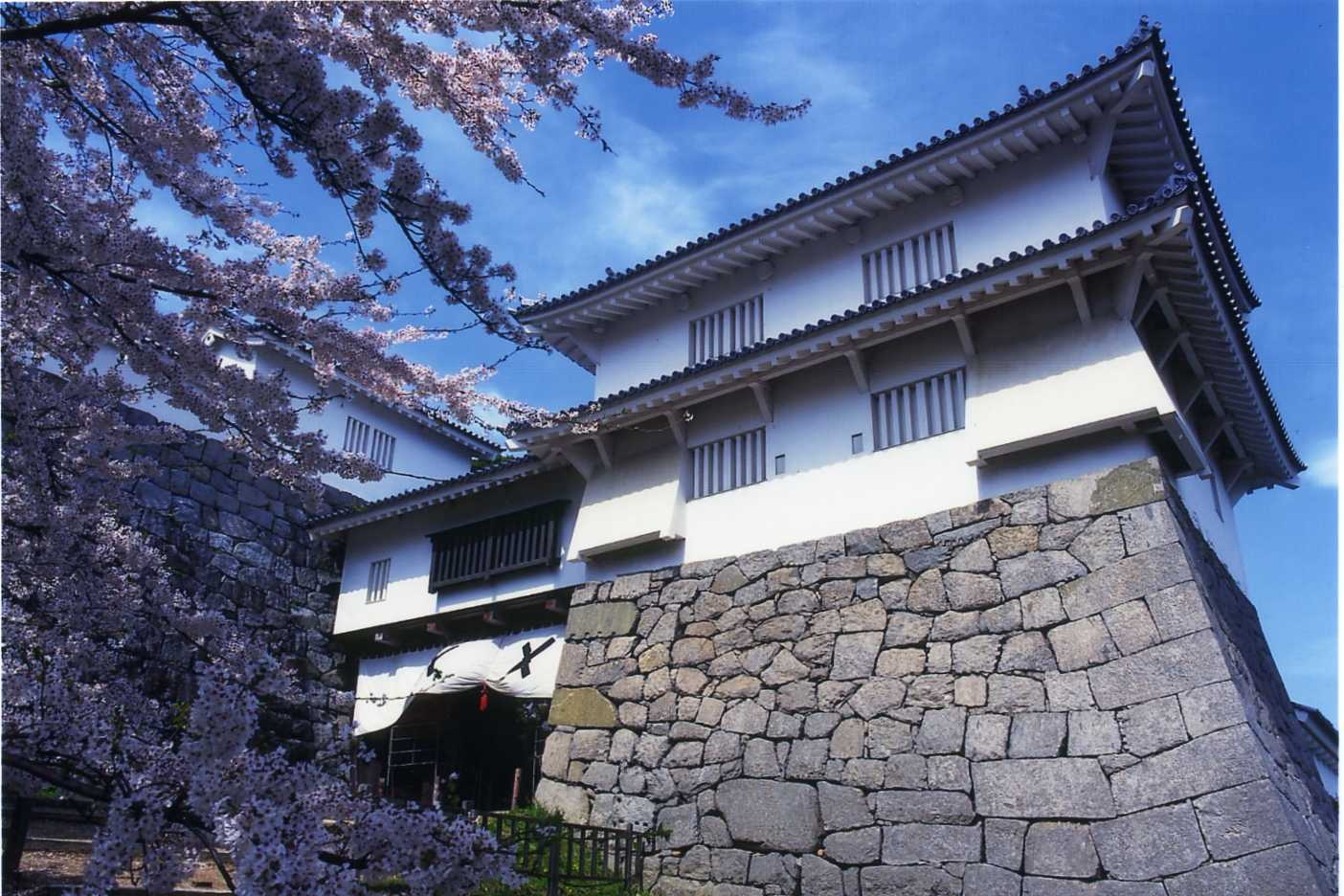
Le château de Nihonmatsu, centre administratif du domaine de Nihonmatsu.

Le domaine de Nihonmatsu (二本松藩, Nihonmatsu-han) est un fief féodal japonais de l'époque d'Edo situé dans la province de Mutsu (actuelle préfecture de Fukushima). Il était dirigé à partir du château de Nihonmatsu dans l'actuelle ville de Nihonmatsu par le clan Niwa pendant la majeure partie de son histoire. Il est également le théâtre de plusieurs batailles de la guerre de Boshin.

## Histoire

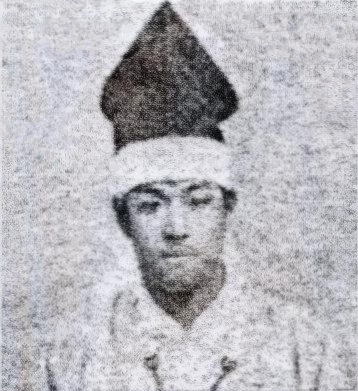
Niwa Nagahiro, dernier daimyō de Nihonmatsu.

La région de Nihonmatsu est le territoire du clan Hatakeyama durant la période Kamakura et la période Muromachi. En 1586, Date Masamune détruit les Hatakeyama et annexe leurs terres. Cependant, après le siège d'Odawara, Toyotomi Hideyoshi ré-assigne la région au domaine d'Aizu dirigé par le clan Gamō. Hideyoshi réduit plus tard les territoires de ce clan, offrant Nihonmatsu et les régions environnantes à Asano Nagamasa. Ce changement est de courte durée car le domaine d'Aizu est ensuite offert au clan Uesugi et leurs terres sont étendues pour incorporer Nihonmatsu. Les Uesugi sont ensuite mutés au domaine de Yonezawa après la bataille de Sekigahara par Tokugawa Ieyasu. Les Gamō reprennent alors le contrôle de Nihonmatsu mais le domaine est bientôt victime de plusieurs désastres naturels, dont un terrible tremblement de terre, du mauvais temps et des inondations, provoquant un effondrement des récoltes et une famine. Une révolte paysanne éclate alors et le clan Gamō est finalement dépossédé par le shogunat Tokugawa et envoyé dans la province d'Iyo à Shikoku.
En 1627, Matsushita Shigetsuna, daimyō du domaine de Karasuyama, et son beau-fils, Katō Yoshiaki, sont transférés au domaine de Nihonmatsu recréé avec des revenus de 50 000 koku. Il meurt quelques mois plus tard et son fils est muté au plus petit domaine de Miharu en 1628.
Les Matsushita sont remplacés par Katō Akitoshi, le troisième fils de Katō Yoshaki, anciennement au domaine de Miharu. Le clan Katō réussit à augmenter les revenus en développant de nouvelles terres rizicoles et diverses sources de richesses autres que le riz. Cependant, ses efforts sont compliqués par la demande croissante de soutien militaire du shogunat pour maintenir l'ordre dans les régions nord d'Ezo. La situation devient critique en 1642-1643 après une très mauvaise récolte. De nombreux paysans sont forcés de se vendre eux-mêmes en servitude pour payer les taxes élevées, ce qui provoque des troubles et même une révolte des hauts serviteurs. Ainsi, les Katō sont remplacés par le clan Niwa, anciennement au domaine de Shirakawa avec un revenu augmenté à 100 700 koku.
Les Niwa reconstruisent le château de Nihonmatsu et réforment la situation financière du domaine. Ils conservent le contrôle de Nihonmatsu jusqu'à la restauration de Meiji. Ils avaient rejoint le camp des armées de l'Ouest vaincues contre les Tokugawa lors de la bataille de Sekigahara mais furent autorisés à conserver leurs terres en raison de leurs liens familiaux avec Tokugawa Hidetada. Ils avaient été affectés à des travaux de réparations du Nikkō Tōshō-gū, du Zōjō-ji et à divers tâches au sein du shogunat Tokugawa, ce qui drainait sévèrement leurs ressources. Malgré leurs efforts fiscaux et fonciers, le domaine reste très endetté, une situation qui s'aggrave avec le 7e daimyō, Niwa Nagayoshi, quand la grande famine de Tenmei (en) frappe. Le 9e daimyō, Niwa Nagatomi, construit une école han, mais plusieurs de ses hauts serviteurs s'enfuient en emportant 3 400 ryō des fonds du domaine peu avant que le fief ne soit touché par la famine Tenpō. Durant la période du Bakumatsu, le 10e daimyō, Niwa Nagakuni, est affecté à la défense de la baie d'Edo et, au début de la guerre de Boshin, rejoint l'Ōuetsu Reppan Dōmei. Les forces du domaine sont vaincues par l'alliance Satchō, le château de Nihonmatsu est brûlé et le daimyō est forcé de fuir au domaine de Yonezawa. Son successeur, Niwa Nagahiro, fait la paix avec les forces impériales et voit ses revenus réduits à 50 000 koku.
En juillet 1871, avec l'abolition du système han, le domaine de Nihonmatsu devient brièvement la préfecture de Nihonmatsu puis est absorbée dans la nouvelle préfecture de Fukushima.

## Possessions à la fin de l'époque d'Edo
Comme la plupart des domaines japonais, Nihonmatsu est composé de plusieurs territoires discontinus dont la valeur kokudaka est fondée sur une estimation périodique du potentiel agricole,.
- Province de Mutsu (Iwashiro)
  - 74 villages dans le district d'Adachi
  - 42 villages dans le district de Shinobu
  - 37 villages dans le district d'Asaka

## Liste des daimyōs
| #                                  | Nom                              | Règne     | Titre de courtoisie                     | Rang de cour            | Kokudaka              | Notes                                     |
| ---------------------------------- | -------------------------------- | --------- | --------------------------------------- | ----------------------- | --------------------- | ----------------------------------------- |
| Clan Matsushita (tozama) 1627-1628 |                                  |           |                                         |                         |                       |                                           |
| 1                                  | Matsushita Shigetsuna (松下重綱) | 1627-1627 | Iwami-no-kami (石見守)                  | 5e inférieur (従五位下) | 30 000 koku           | Transféré depuis le domaine de Karasuyama |
| 2                                  | Matsushita Nagastsuna (松下長綱) | 1627-1628 | Iwami-no-kami (石見守)                  | 5e inférieur (従五位下) | 30 000 koku           | Transféré au domaine de Miharu            |
| Clan Katō (tozama) 1628-1641       |                                  |           |                                         |                         |                       |                                           |
| 1                                  | Katō Akitoshi (加藤明利)         | 1628-1641 | Minbu-daiyu (民部大輔)                  | 5e inférieur (従五位下) | 30 000 koku           | Transféré depuis le domaine de Miharu     |
| Clan Niwa (tozama) 1641-1871       |                                  |           |                                         |                         |                       |                                           |
| 1                                  | Niwa Mitsushige (丹羽光重)       | 1643-1679 | Sakyo-no-daifu (左京大夫) ; jiju (侍従) | 4e inférieur (従四位下) | 100 700 koku          | Transféré depuis le domaine de Shirakawa  |
| 2                                  | Niwa Nagatsugu (丹羽長次)        | 1679-1698 | Sakyo-no-daifu (左京大夫) ;             | 4e inférieur (従四位下) | 100 700 koku          |                                           |
| 3                                  | Niwa Nagayuki (丹羽長之)         | 1698-1700 | Echizen-no-kami (越前守)                | 5e inférieur (従五位下) | 100 700 koku          |                                           |
| 4                                  | Niwa Hidenobu (丹羽秀延)         | 1701-1728 | Sakyo-no-daifu (左京大夫) ;             | 4e inférieur (従四位下) | 100 700 koku          |                                           |
| 5                                  | Niwa Takahiro (丹羽高寛)         | 1728-1745 | Sakyo-no-daifu (左京大夫) ;             | 4e inférieur (従四位下) | 100 700 koku          |                                           |
| 6                                  | Niwa Takayasu (丹羽高庸)         | 1745-1765 | Wakasa-no-kami (若狭守) ;               | 4e inférieur (従四位下) | 100 700 koku          |                                           |
| 7                                  | Niwa Nagayoshi (丹羽長貴)        | 1766-1796 | Sakyo-no-daifu (左京大夫) ; jiju (侍従) | 4e inférieur (従四位下) | 100 700 koku          |                                           |
| 8                                  | Niwa Nagaakira (丹羽長祥)        | 1796-1813 | Sakyo-no-daifu (左京大夫) ;             | 4e inférieur (従四位下) | 100 700 koku          |                                           |
| 9                                  | Niwa Nagatomi (丹羽長富)         | 1813-1858 | Sakyo-no-daifu (左京大夫) ; jiju (侍従) | 4e inférieur (従四位下) | 100 700 koku          |                                           |
| 10                                 | Niwa Nagakuni (丹羽長国)         | 1858-1868 | Sakyo-no-daifu (左京大夫) ; jiju (侍従) | 4e inférieur (従四位下) | 100 700 koku          |                                           |
| 11                                 | Niwa Nagahiro (丹羽長裕)         | 1868-1871 | Aucun                                   | 5e (五位下)             | 100 700 → 50 700 koku |                                           |